# Singles 13-18
Singles 13-18 è la sesta raccolta del gruppo musicale britannico Depeche Mode, pubblicata nel 1991 dalla Mute Records.

## Descrizione
Il cofanetto racchiude i due singoli tratti dalla raccolta The Singles 81-85 e i tre dal quinto Black Celebration, con l'aggiunta di Little 15 (estratto da Music for the Masses).

## Tracce
Testi e musiche di Martin L. Gore, eccetto dove indicato.
CD 1 – Shake the Disease
1. Shake the Disease – 4:47
2. Flexible – 3:10
3. Shake the Disease (Remixed Extended) – 8:45
4. Flexible (Remixed Extended) – 6:16
5. Shake the Disease (Edit the Shake) – 7:10
6. Something to Do (Metal Mix) – 7:27

CD 2 – It's Called a Heart
1. It's Called a Heart – 3:48
2. Fly on the Windscreen – 5:04
3. It's Called a Heart (Extended) – 7:19
4. Fly on the Windscreen (Extended) – 7:49
5. Fly on the Windscreen (Death Mix) – 5:08

CD 3 – Stripped
1. Stripped – 4:00
2. But Not Tonight – 4:16
3. Stripped (Highland Mix) – 6:41
4. But Not Tonight (Extended Remix) – 5:13
5. Breathing in Fumes – 6:06
6. Fly on the Windscreen (Quiet Mix) – 4:24
7. Black Day – 2:37 (Martin Gore, Alan Wilder, Daniel Miller)

CD 4 – A Question of Lust
1. A Question of Lust – 4:28
2. Christmas Island – 4:51 (Martin Gore, Alan Wilder)
3. Christmas Island (Extended) – 5:39 (Martin Gore, Alan Wilder)
4. People Are People (Live) – 4:23
5. It Doesn't Matter Two (Instrumental) – 2:46
6. A Question of Lust (Minimal) – 6:48

CD 5 – A Question of Time
1. A Question of Time (Remix) – 4:05
2. Black Celebration (Live) – 6:05
3. Something to Do (Live) – 3:50
4. Stripped (Live) – 6:23
5. More Than a Party (Live) – 5:07
6. A Question of Time (Extended Remix) – 6:39
7. Black Celebration (Black Tulip Mix) – 6:34
8. A Question of Time (New Town Mix/Live Remix) – 11:08

CD 6 – Little 15
1. Little 15 – 4:14
2. St Jarna – 4:23
3. Sonata No. 14 in C#m (Moonlight Sonata) – 5:36 (Ludwig Beethoven)